# Tynedale
Tynedale var ett distrikt i Northumberland i England. Distriktet har 58 808 invånare (2001).
Distriktet bildades den 1 april 1974. Det avskaffades 1 april 2009 då alla distrikt i Northumberland ersattes av en enhetskommun (unitary authority).

## Civil parishes
- Acomb, Allendale, Bardon Mill, Bavington, Bellingham, Birtley, Blanchland, Broomhaugh and Riding, Broomley and Stocksfield, Bywell, Chollerton, Coanwood, Corbridge, Corsenside, Falstone, Featherstone, Greenhead, Greystead, Haltwhistle, Hartleyburn, Haydon, Healey, Hedley, Henshaw, Hexham, Hexhamshire, Hexhamshire Low Quarter, Horsley, Humshaugh, Kielder, Kirkwhelpington, Knaresdale with Kirkhaugh, Melkridge, Newbrough, Otterburn, Ovingham, Ovington, Plenmeller with Whitfield, Prudhoe, Rochester, Sandhoe, Shotley Low Quarter, Simonburn, Slaley, Tarset, Thirlwall, Wall, Warden, Wark, West Allen, Whittington och Wylam.[2]